# 3189 Penza
3189 Penza (1978 RF6) là một tiểu hành tinh vành đai chính được phát hiện ngày 13 tháng 9 năm 1978 bởi Nikolai Chernykh ở Nauchnyj. Nó được đặt theo tên the Russian city thuộc Penza.